# Sza’ar Menasze
Sza’ar Menasze (hebr. שער מנשה; pol. Brama Menasze) – wieś położona w Samorządzie Regionu Menasze, w dystrykcie Hajfa, w Izraelu.

## Położenie
Leży w północno-wschodniej części równiny Szaron na południe od masywu Góry Karmel, w otoczeniu miast Baka-Dżatt i Hadera, miasteczka Pardes Channa-Karkur, moszawów Ma’or, Gan ha-Szomeron i Talme Elazar, kibuców En Szemer, Ma’anit i Mecer, oraz wioski Majsar. Na południe od wioski znajduje się baza lotnicza En Szemer.

## Historia
Wioska została założona w 1949 roku.

## Służba zdrowia
Znajduje się tutaj duży szpital psychitaryczny Sha’ar Menashe Mental Health Center. W 1997 roku przy szpitalu otworzono zamknięty oddział psychiatrii sądowej.

## Gospodarka
Gospodarka wioski opiera się na rolnictwie i sadownictwie.

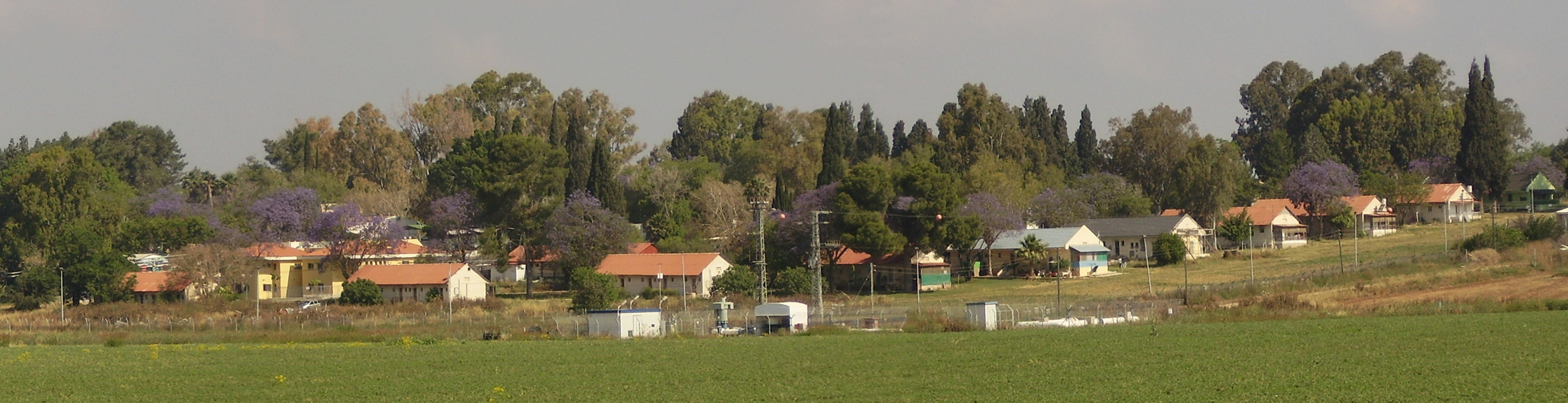
Panorama wioski Sza’ar Menasze od południa

## Transport
Na wschód od moszawu przebiega autostrada nr 6, brak jednak możliwości bezpośredniego wjazdu na nią. Z wioski wyjeżdża się na północ na drogę nr 6403, którą jadąc na zachód dojeżdża się do kibucu En Szemer i miasteczka Pardes Channa-Karkur, lub jadąc na wschód dojeżdża się do drogi nr 574 prowadzącej na północ do kibucu Ma’anit i na południe do miasta Baka-Dżatt i drogi nr 581.